# Dow Classic 1991
Birmingham Classic 1991 — жіночий тенісний турнір, що проходив на відкритих кортах з трав'яним покриттям Edgbaston Priory Club у Бірмінгемі (Англія). Належав до турнірів 4-ї категорії в рамках Туру WTA 1991. Відбувсь удесяте і тривав з 10 до 16 червня 1991 року.

## Учасниці
| \| Спортсменка \| Країна \| Сіяна \| \| ------------------- \| ------ \| ----- \| \| Мартіна Навратілова \| \| 1 \| \| Зіна Гаррісон \| \| 2 \| \| Наталі Тозья \| \| 3 \| \| Наталія Звєрєва \| \| 4 \| \| Лорі Макніл \| \| 5 \| \| Мередіт Макґрат \| \| 6 \| \| Наоко Савамацу \| \| 7 \| \| Манон Боллеграф \| \| 8 \| \| Гретхен Магерс \| \| 9 \| \| Клаудія Коде-Кільш \| \| 10 \| \| Катаріна Ліндквіст \| \| 11 \| \| Джинджер Гелгесон \| \| 12 \| \| Енн Мінтер \| \| 13 \| \| Стефані Реге \| \| 14 \| \| Кідзімута Акіко \| \| 15 \| \| Пем Шрайвер \| \| 16 \| | Нижче наведено гравчинь, які пробились в основну сітку через стадію кваліфікації: - Катріна Адамс - Сузанна Вібово - Сенді Коллінз - Джо-Анн Фолл - Мішелл Джаггард - Марія Ліндстрем - Кеммі Макгрегор - Ренне Стаббс Учасниці, що потрапили до основної сітки як щасливий лузер: - Міріам Ореманс - Катрін Сюїр |       |
| Спортсменка | Країна | Сіяна |
| Мартіна Навратілова | США | 1     |
| Зіна Гаррісон | США | 2     |
| Наталі Тозья | Франція | 3     |
| Наталія Звєрєва | СРСР | 4     |
| Лорі Макніл | США | 5     |
| Мередіт Макґрат | США | 6     |
| Наоко Савамацу | Японія | 7     |
| Манон Боллеграф | Нідерланди | 8     |
| Гретхен Магерс | СРСР | 9     |
| Клаудія Коде-Кільш | Західна Німеччина | 10    |
| Катаріна Ліндквіст | Швеція | 11    |
| Джинджер Гелгесон | США | 12    |
| Енн Мінтер | Австралія | 13    |
| Стефані Реге | США | 14    |
| Кідзімута Акіко | Японія | 15    |
| Пем Шрайвер | США | 16    |

## Фінальна частина

### Одиночний розряд
Мартіна Навратілова —  Наталія Звєрєва 6–4, 7–6(8–6)
- Для Навратілової це був 3-й титул в одиночному розряді за сезон і 155-й — за кар'єру.

### Парний розряд
Ніколь Провіс /  Елізабет Смайлі —  Сенді Коллінз /  Елна Рейнах 6–3, 6–4
- Для Провіс це був другий титул у парному розряді за сезон і 6-й — за кар'єру. Для Смайлі це був третій титул в парному розряді за сезон і 31-й — за кар'єру.